# Dólmen de Pedra da Arca

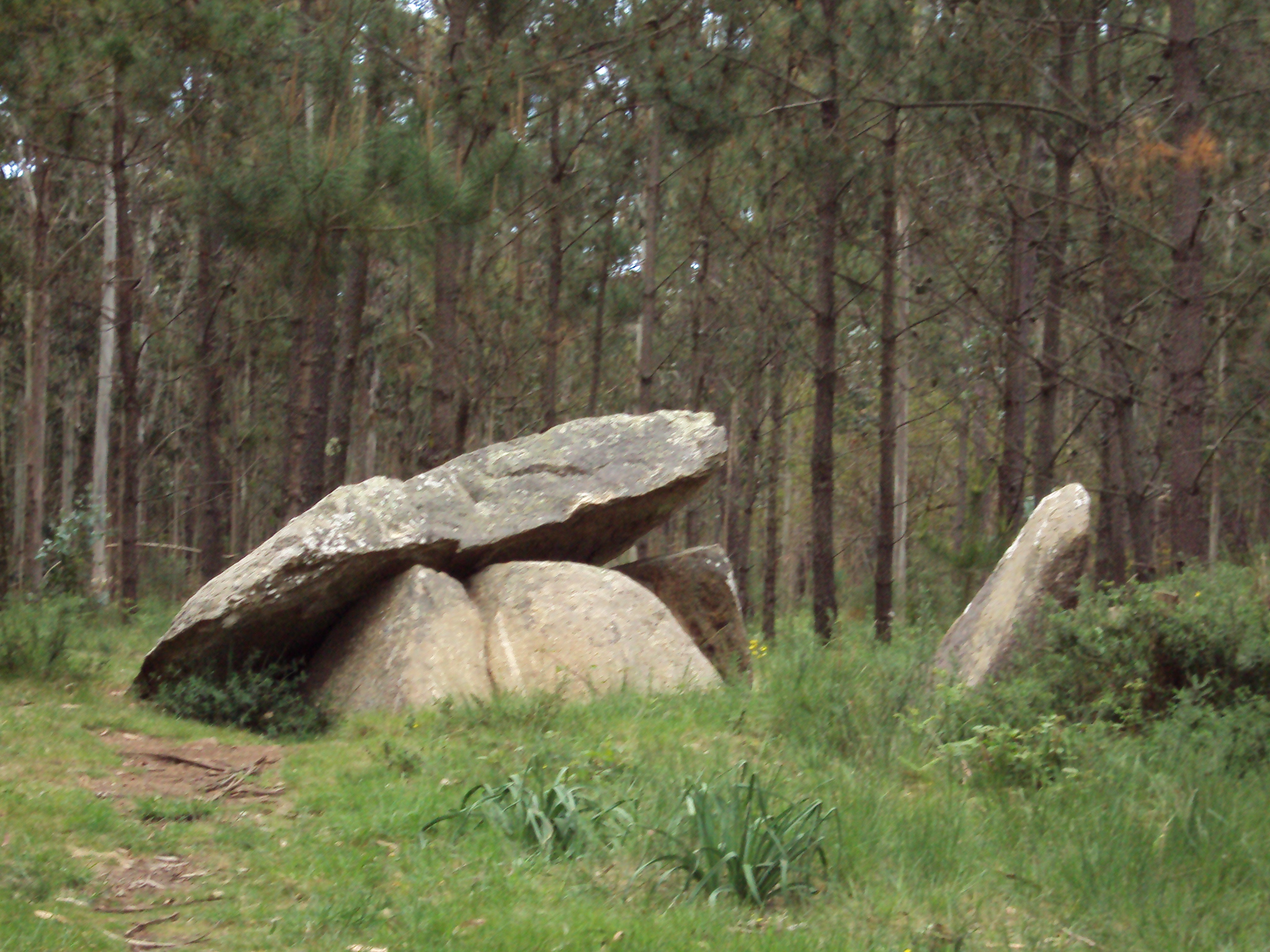
Pedra da Arca

A Pedra da Arca é um dólmen do período de 3000 a.C. a 2500 a.C. Encontra-se próximo à aldeia de Filgueira, na paróquia de Cerqueda, concelho de Malpica de Bergantiños, na província da Corunha, Galiza.

## Descrição
Trata-se de um dólmen de corredor, de câmara poligonal composta de sete ortóstatos, de 3 metros de largo por 2 de comprimento e cerca de 2 metros de altura. A laje de cobertura somente se conserva, caída, uma parte.
O dólmen está orientado para Sudeste, orientação típica coincidente com o amanhecer do solstício de Inverno. Ainda se podem observar os vestígios da mamoa que o cobria.

## Lenda
A moura encantada também faz parte desta lenda, segundo a qual a Arca (nome tradicional atribuído a este tipo de construção na zona) foi construída por uma moura que trouxe as pedras na cabeça enquanto fiava na roca e amamentava uma criança.